# 122.ª División (Ejército franquista)
La 122.ª División fue una división del Ejército franquista que tuvo un papel relevante durante la Guerra Civil Española. La unidad estuvo operativa en el frente del Sur entre 1938 y 1939.

## Historial
La división fue creada en enero de 1938, originalmente organizada como una unidad de reserva del Ejército del Sur. Quedó bajo el mando del coronel Luis Redondo, en situación de reserva tras las líneas franquistas. En julio de 1938, integrada en una agrupación de maniobra bajo el mando del general Queipo de Llano, intervino en la ofensiva franquista para el cierre de la Bolsa de Mérida. La ofensiva comenzó el 20 de julio y en apenas unas jornadas las fuerzas franquistas lograron cercar —y destruir— a numerosas fuerzas republicanas del Ejército de Extremadura. En agosto intervino en una nueva ofensiva que llevó a la conquista del saliente de Cabeza del Buey.
Tras el final de los combates en Extremadura la división estuvo desplegada en la zona del ferrocarril Córdoba-Almorchón. Intervendría activamente durante la batalla de Peñarroya, entre enero y febrero de 1939. Posteriormente quedó adscrita junto a otras unidades en el llamado Cuerpo de Ejército de Andalucía.